# Welcome to Our World
Albums par Timbaland & Magoo
Indecent Proposal
(2001)
Albums par Timbaland
Tim's Bio: Life from da Bassment
(1998)
Singles
1. Up Jumps da Boogie
Sortie : 11 juillet 1997
2. Luv 2 Luv U
Sortie : 1997
3. Clock Strikes
Sortie : 14 avril 1998

Welcome to Our World est le premier album studio de Timbaland & Magoo, respectivement producteur–chanteur et rappeur, sorti le 28 octobre 1997.
L'album regroupe de nombreuses apparitions de leurs collaborateurs habitués tels que Ginuwine et Missy Elliott.

## Liste des titres
| No  | Titre | Auteur                                                          | Contient un (des) sample(s) de                                                                                                  | Durée |
| --- | --- | --------------------------------------------------------------- | --- | ----- |
| 1.  | Beep Beep (Produit par Timbaland) | Timothy Mosley, Missy Elliott                                   | The Rain (Supa Dupa Fly) de Missy Elliott                                                                                       | 4:17  |
| 2.  | Feel It (Produit par Timbaland) | Timothy Mosley                                                  | Try Me Tonight de Johnnie Taylor I'm Doing Fine d'Albert King The Rain (Supa Dupa Fly) de Missy Elliott                         | 5:07  |
| 3.  | Up Jumps da Boogie (featuring Missy « Misdemeanor » Elliott et Aaliyah – Produit par Timbaland, Barry Hankerson et Jomo Hankerson)         | Timothy Mosley, Missy Elliott, Rod Temperton                    | Boogie Nights de Heatwave Rump Shaker (Radio Mix) de Wreckx-N-Effect featuring Teddy Riley Release the Tension de Missy Elliott | 5:00  |
| 4.  | Clock Strikes (featuring Mad Skillz – Produit par Timbaland, Barry Hankerson et Jomo Hankerson)                                            | Timothy Mosley, Melvin Barcliff                                 | | 4:51  |
| 5.  | 15 After da Hour (Produit par Timbaland)                                                                                                   | Timothy Mosley, Melvin Barcliff                                 | | 4:08  |
| 6.  | Ms. Parker (Interlude) (featuring Love Jon – Produit par Timbaland)                                                                        | Timothy Mosley                                                  | | 0:44  |
| 7.  | Luv 2 Luv U (Remix) (featuring Shaunta Montgomery et Playa – Produit par Timbaland, Barry Hankerson et Jomo Hankerson)                     | Timothy Mosley, Melvin Barcliff, Stephen Garrett                | Surfin' Bird des Trashmen Givin' Up Food for Funk des J.B.'s                                                                    | 4:27  |
| 8.  | Luv 2 Luv U (featuring St. Nick et Playa – Produit par Timbaland, Barry Hankerson et Jomo Hankerson)                                       | Timothy Mosley, Melvin Barcliff, Stephen Garrett                | Love to Love You Baby de Donna Summer                                                                                           | 6:41  |
| 9.  | Smoke in da Air (featuring Playa – Produit par Timbaland)                                                                                  | Timothy Mosley, Melvin Barcliff, Stephen Garrett                | | 4:17  |
| 10. | Intro Buddha (Interlude) (featuring Buddha Brother, Big B et DJ Law – Produit par Timbaland)                                               | Timothy Mosley                                                  | | 1:49  |
| 11. | Peepin' My Style (Produit par Timbaland)                                                                                                   | Timothy Mosley, Melvin Barcliff                                 | | 4:54  |
| 12. | Writtin' Rhymes (Produit par Timbaland) | Timothy Mosley, Melvin Barcliff, Troy Mitchell                  | I Don't Want to Lose Your Love des Mad Lads I Don't Want to Do Anything de Mary J. Blige featuring K-Ci                         | 4:33  |
| 13. | Deep in Your Memory (Produit par Timbaland)                                                                                                | Timothy Mosley, Melvin Barcliff                                 | | 3:35  |
| 14. | Clock Strikes (Remix) (Produit par Timbaland, Barry Henkerson et Jomo Henkerson)                                                           | Timothy Mosley, Melvin Barcliff, Glen Larson, Stu Phillips      | Theme From Knight Rider de Stu Phillips Scenario de A Tribe Called Quest featuring Leaders of the New School                    | 3:53  |
| 15. | Sex Beat (Interlude) (Produit par Timbaland)                                                                                               | Timothy Mosley                                                  | Private Number de Judy Clay et William Bell                                                                                     | 1:45  |
| 16. | Man Undercover (featuring Aaliyah et Missy « Misdemeanor » Elliott – Produit par Timbaland)                                                | Timothy Mosley, Melvin Barcliff, Missy Elliott                  | | 4:41  |
| 17. | Joy (featuring Ginuwine et Playa – Produit par Timbland et Smokey)                                                                         | Timothy Mosley, Melvin Barcliff, Juwan Peacock, Stephen Garrett | | 4:55  |
| 18. | Up Jumps da Boogie (Remix) (featuring Missy « Misdemeanor » Elliott et Aaliyah – Produit par Timbaland, Barry Hankerson et Jomo Hankerson) | Timothy Mosley, Missy Elliott, Rod Temperton                    | Sunshine d'Earth, Wind & Fire                                                                                                   | 5:01  |

## Classement
| Pays       | Date de sortie  | Format       | Position dans les charts | Position dans les charts | Certifications                     |
| Pays       | Date de sortie  | Format       | Billboard 200            | Media Control Charts     | Certifications                     |
| ---------- | --------------- | ------------ | ------------------------ | ------------------------ | ---------------------------------- |
| États-Unis | 28 octobre 1997 | CD, cassette | 33                       | –                        | Certification de la RIAA : Platine |